# Green Cove Springs
Green Cove Springs é uma cidade localizada no estado americano da Flórida, no condado de Clay, do qual é sede. Foi incorporada em 1874.

## Geografia
De acordo com o United States Census Bureau, a cidade tem uma área de 25,6 km², onde 19,1 km² estão cobertos por terra e 6,5 km² por água.

### Localidades na vizinhança
O diagrama seguinte representa as localidades num raio de 24 km ao redor de Green Cove Springs.

## Demografia
Segundo o censo nacional de 2010, a sua população é de 6 908 habitantes e sua densidade populacional é de 361,9 hab/km². Possui 2 815 residências, que resulta em uma densidade de 147,47 residências/km².